# Phyllophaga forcipata
Phyllophaga forcipata är en skalbaggsart som beskrevs av Hermann Burmeister 1855. Phyllophaga forcipata ingår i släktet Phyllophaga och familjen Melolonthidae. Inga underarter finns listade i Catalogue of Life.